# Gisha
Gisha – Centru Juridic pentru Libertatea de Mișcare este o organizație israeliană pentru drepturile omului fondată în 2005, al cărei scop este să protejeze libertatea de mișcare a palestinienilor, în special a celor din Gaza. Termenul „Gisha” înseamnă „acces” sau „abordare” în limba ebraică.
Gisha promovează drepturile garantate de legea israeliană și de legile internaționale și utilizează asistență juridică și susținere publică pentru a proteja drepturile locuitorilor palestinieni. Gisha oferă reprezentare juridică pentru diverse persoane sau organizații în procedurile administrative israeliene sau în tribunale. Gisha este înregistrată în Israel ca o organizație independentă, non-partizană și non-profit.

## Finanțare
Conform paginii web oficiale a Gisha, organizația este „sprijinită generos prin donații din Israel și străinătate”. În anul 2016, bugetul total a fost de 4,8 milioane NIS, iar veniturile totale de 4,6 milioane NIS. Principalii donatori din acel an au fost:
- Human Rights and International Humanitarian Law Secretariat (un organism de finanțare comun al Danemarcei, Elveției, Olandei și Suediei);
- Irlanda, prin Irish Aid;
- Finlanda, prin ambasada sa la Tel Aviv;
- Elveția;
- Rockefeller Brothers Fund;
- Fundația pentru o Societate Deschisă;
- Broederlijk Delen din Belgia;
- Trocaire din Irlanda;
- Oxfam Novib din Olanda;
- PNUD.

Între anii 2012-2017, Gisha a primit 15.876.842 milioane NIS de la organizații guvernamentale străine. În 2017, Gisha a primit 314.884 € de la Oxfam-Solidarité Belgia, între 2015-2019 a primit 200.000 $ de la Rockefeller Brothers Fund, iar între 2011-2016 a primit 190.072 $ de la New Israel Fund. Contribuția cea mai importantă a avut-o Human Rights and International Humanitarian Law Secretariat, care a acordat organizației granturi în valoare de 713.000 $ între 2014-2017.